# Angerona prouterona
Angerona prouterona är en fjärilsart som beskrevs av Felix Bryk 1948. Angerona prouterona ingår i släktet Angerona och familjen mätare. Inga underarter finns listade i Catalogue of Life.